# Yoshikazu Nonomura
Yoshikazu Nonomura (født 8. maj 1972) er en tidligere japansk fodboldspiller.
Han har spillet for flere forskellige klubber i sin karriere, herunder JEF United Ichihara og Consadole Sapporo.